# 怀特斯普林斯
怀特斯普林斯是美国佛罗里达州漢密爾頓縣下属的一座城市。建立于1885年。面积约为4.8平方公里（约合1.8平方英里）。根据2020年美國人口普查，该市有人口740人。论人口在本州排行第345。